# Chimarra anoaclana
Chimarra anoaclana là một loài Trichoptera trong họ Philopotamidae. Chúng phân bố ở miền Australasia.